# 長尾山トンネル
長尾山トンネル（ながおやまトンネル）は、2001年4月25日に開通した兵庫県宝塚市山手台から切畑を結ぶトンネルである。宝塚市街地と北部・西谷地区を最短で結ぶ。

## 概要
かつては宝塚市街地と西谷地区を結ぶ道路は、兵庫県道33号塩瀬宝塚線（十万道路）のみで、険しいカーブが連続する道が1本しかなく、不便であった。この長尾山トンネルの開通によって、これまで約1時間かかっていたのが、両地区が約30分で結ばれ、大変便利になった。また中国道の宝塚トンネルを先頭にした渋滞時の迂回ルートとしても機能している。阪急山本駅北側に位置する山手台地区住宅開発地の北端から、県道切畑多田院線までの約1.8kmを、トンネル橋梁などで結び、トンネルの長さは970mとなっている。

## 歴史
長尾山トンネル道路は、市域中央部の長尾山山系によって隔てられる北部と南部の連絡を強化し、市全体の調和ある発展をめざそうと計画したもので、市北部で計画されている「宝塚新都市計画」の建設に伴う交通需要への対応、周辺市町を含めた広域交通の円滑化なども目的としていた。工事は総事業費65億7千万円で、1997年11月に掘削工事に着工し、1998年10月18日に貫通式を開催した。その後、長尾山トンネル道路は2001年4月25日に開通した。長尾山トンネルは南北交流のかけはしであり、西谷地区住民にとっては「第二の開国」とも言われた。